# L'agente segreto (film 1996)
L'agente segreto (The Secret Agent) è un film del 1996 diretto e sceneggiato da Christopher Hampton, e basato sull'omonimo romanzo di Joseph Conrad. Questa è la seconda trasposizione del libro, la prima fu diretta nel 1936 da Alfred Hitchcock, con il titolo Sabotaggio (un altro film di Hitchcock del 1936, intitolato L'agente segreto, è basato invece su un romanzo di William Somerset Maugham).
Il protagonista di questa pellicola di spionaggio è Bob Hoskins, affiancato da Gérard Depardieu, Jim Broadbent e Robin Williams, e sono inoltre presenti Patricia Arquette e un giovane Christian Bale.
La colonna sonora è eseguita dalla English Chamber Orchestra diretta da Philip Glass.

## Trama
Londra, 1886. Un libraio è in realtà una spia al soldo dei servizi segreti russi, ma rivende informazioni anche alla polizia britannica. Quando viene nominato un nuovo ambasciatore russo, a Verloc verrà chiesto di organizzare un attentato.

## Incassi
La pellicola è uscita nelle sale l'8 novembre 1996, ed ha incassato poco più di 100 000 dollari nei soli Stati Uniti.